# Spenglerův pohár 2008
82. ročník Spenglerova poháru se uskutečnil od 26. do 31. prosince 2008 ve švýcarském Davosu. Vítězem se stal tým HK Dynamo Moskva.

## Účastníci
Do tohoto ročníku byly pozvány následující týmy:
- Kanada - tým složený z Kanaďanů hrajících v Evropě -- soupiska
- HC Davos - hostitel - - soupiska
- ERC Ingolstadt - - soupiska
- HC Energie Karlovy Vary - - soupiska
- HK Dynamo Moskva - - soupiska

## Základní část

### Tabulka
| #  | Tým                     | Z | V | VP | PP | P | Sk.   | B |
| 1. | Kanada                  | 4 | 3 | 0  | 1  | 0 | 19:12 | 7 |
| 2. | HK Dynamo Moskva        | 4 | 3 | 0  | 0  | 1 | 18:14 | 6 |
| 3. | HC Davos                | 4 | 1 | 1  | 0  | 2 | 14:14 | 4 |
| 4. | HC Energie Karlovy Vary | 4 | 1 | 0  | 0  | 3 | 10:13 | 2 |
| 5. | ERC Ingolstadt          | 4 | 1 | 0  | 0  | 3 | 12:20 | 2 |

### Zápasy
| 26. prosince 2008 | HK Dynamo Moskva | 4:1             | HC Davos | Vaillant Arena, Davos |
| 15:00             | HK Dynamo Moskva | (1:0, 1:1, 2:0) | HC Davos |                       |

| Souhrn zápasu | Souhrn zápasu                                      | Souhrn zápasu | Souhrn zápasu | Souhrn zápasu             |
| ------------- | -------------------------------------------------- | ------------- | ------------- | ------------------------- |
|               | Razin 12' Weinhandl 33' Afanasenkov 56' Landry 60' |               | 32' Rizzi     | Diváků: 6 746 (vyprodáno) |

| 26. prosince 2008 | Kanada | 3:1             | HC Energie Karlovy Vary | Vaillant Arena, Davos |
| 20:15             | Kanada | (0:0, 3:1, 0:0) | HC Energie Karlovy Vary |                       |

| Souhrn zápasu | Souhrn zápasu                      | Souhrn zápasu | Souhrn zápasu | Souhrn zápasu |
| ------------- | ---------------------------------- | ------------- | ------------- | ------------- |
|               | Isbister 30' DuPont 35' Trudel 37' |               | 33' Pech      | Diváků: 6 508 |

| 27. prosince 2008 | HC Energie Karlovy Vary | 5:2             | ERC Ingolstadt | Vaillant Arena, Davos |
| 15:00             | HC Energie Karlovy Vary | (0:0, 1:1, 4:1) | ERC Ingolstadt |                       |

| Souhrn zápasu | Souhrn zápasu                                               | Souhrn zápasu | Souhrn zápasu               | Souhrn zápasu |
| ------------- | ----------------------------------------------------------- | ------------- | --------------------------- | ------------- |
|               | Dobroň 32' Řezníček 45' Melenovský 48' Zaťovič 48' Pech 58' |               | 35' Steiner, 58' Seidenberg | Diváků: 6 668 |

| 27. prosince 2008 | Kanada | 5:6 SN                | HC Davos | Vaillant Arena, Davos |
| 20:15             | Kanada | (0:3, 3:1, 2:1 - 0:0) | HC Davos |                       |

| Souhrn zápasu | Souhrn zápasu                                                                | Souhrn zápasu | Souhrn zápasu                                         | Souhrn zápasu             |
| ------------- | ---------------------------------------------------------------------------- | ------------- | ----------------------------------------------------- | ------------------------- |
|               | Trudel 28' Kariya 30' 39. Kwiatkowski 39' 54. Aubin 54' 60. Domenichelli 60' |               | 5' Niinimaa 7', 59' Ambühl 13' Wieser 32' Riesen Pohl | Diváků: 6 746 (vyprodáno) |

| 28. prosince 2008 | HC Davos | 4:1             | HC Energie Karlovy Vary | Vaillant Arena, Davos |
| 15:00             | HC Davos | (1:1, 2:0, 1:0) | HC Energie Karlovy Vary |                       |

| Souhrn zápasu | Souhrn zápasu                          | Souhrn zápasu | Souhrn zápasu | Souhrn zápasu             |
| ------------- | -------------------------------------- | ------------- | ------------- | ------------------------- |
|               | Ambühl 10', 22' von Arx 23' Wieser 57' |               | 17' Košťál    | Diváků: 6 746 (vyprodáno) |

| 28. prosince 2008 | ERC Ingolstadt | 4:7             | HK Dynamo Moskva | Vaillant Arena, Davos |
| 20:15             | ERC Ingolstadt | (2:2, 2:4, 0:1) | HK Dynamo Moskva |                       |

| Souhrn zápasu | Souhrn zápasu                                       | Souhrn zápasu | Souhrn zápasu                                                               | Souhrn zápasu |
| ------------- | --------------------------------------------------- | ------------- | --------------------------------------------------------------------------- | ------------- |
|               | Hinterstocker 10' Milroy 17' Setzinger 25' Lemm 37' |               | 4' Jačmeněv 20' Kaljužnyj 22', 24' Afanasenkov 23', 29' Landry 47' Pestuško | Diváků: 5 563 |

| 29. prosince 2008 | ERC Ingolstadt | 2:5             | Kanada | Vaillant Arena, Davos |
| 15:00             | ERC Ingolstadt | (0:2, 0:1, 2:2) | Kanada |                       |

| Souhrn zápasu | Souhrn zápasu             | Souhrn zápasu | Souhrn zápasu                                    | Souhrn zápasu |
| ------------- | ------------------------- | ------------- | ------------------------------------------------ | ------------- |
|               | Holland 50' Draxinger 56' |               | 19', 51' Toms 15' Fata 22' Clarke 46' Robitaille | Diváků: 5 714 |

| 29. prosince 2008 | HC Energie Karlovy Vary | 3:4             | HK Dynamo Moskva | Vaillant Arena, Davos |
| 20:15             | HC Energie Karlovy Vary | (0:2, 2:2, 1:0) | HK Dynamo Moskva |                       |

| Souhrn zápasu | Souhrn zápasu                    | Souhrn zápasu | Souhrn zápasu                           | Souhrn zápasu |
| ------------- | -------------------------------- | ------------- | --------------------------------------- | ------------- |
|               | Prošek 21' Zucker 35' Košťál 58' |               | 2', 32' Něprjajev 14' Čajánek 22' Razin | Diváků: 5 230 |

| 30. prosince 2008 | HK Dynamo Moskva | 3:6             | Kanada | Vaillant Arena, Davos |
| 15:00             | HK Dynamo Moskva | (0:2, 1:3, 2:1) | Kanada |                       |

| Souhrn zápasu | Souhrn zápasu                           | Souhrn zápasu | Souhrn zápasu                                                   | Souhrn zápasu             |
| ------------- | --------------------------------------- | ------------- | --------------------------------------------------------------- | ------------------------- |
|               | Weinhandl 34' Něprjajev 56' Šitikov 58' |               | 4' Toms 8' Trudel 31' Harrison 35' Jackman 39' Kariya 43' Aubin | Diváků: 6 746 (vyprodáno) |

| 30. prosince 2008 | HC Davos | 3:4             | ERC Ingolstadt | Vaillant Arena, Davos |
| 20:15             | HC Davos | (1:1, 0:3, 2:0) | ERC Ingolstadt |                       |

| Souhrn zápasu | Souhrn zápasu              | Souhrn zápasu | Souhrn zápasu                                   | Souhrn zápasu             |
| ------------- | -------------------------- | ------------- | ----------------------------------------------- | ------------------------- |
|               | Ambühl 6' Tatíček 42', 52' |               | 9' Greilinger 22' Setzinger 28' Ast 40' Steiner | Diváků: 6 746 (vyprodáno) |

## Finále
| 31. prosince 2008 | Kanada | 3:5             | HK Dynamo Moskva | Vaillant Arena, Davos |
| 12:00             | Kanada | (0:1, 2:2, 1:2) | HK Dynamo Moskva |                       |

| Souhrn zápasu | Souhrn zápasu                              | Souhrn zápasu | Souhrn zápasu                                    | Souhrn zápasu |
| ------------- | ------------------------------------------ | ------------- | ------------------------------------------------ | ------------- |
|               | DuPont 40' Domenichelli 40' Robitaille 50' |               | 10', 29', 41' Čajánek 29' Něprjajev 58' Pestuško |               |

## Kanadské bodování
- 1. Dmitrij Afanasenkov (HK Dynamo Moskva) 7 bodů (4 branky + 3 asistence)
- 2. Mattias Weinhandl (HK Dynamo Moskva) 7 (2 branky + 5 asistencí)
- 3. Andres Ambühl (HC Davos) 6 (5 branek + 1 asistence)
- 4. Petr Čajánek 6 (4 branky + 2 asistence) a Eric Landry (oba OHK Dynamo Moskva) 6 (3 branky + 3 asistence)

## All Star tým
- Brankář: Lukáš Mensator (HC Energie Karlovy Vary)
- Obránci: Gennadij Razin, Alexej Žitnik - (oba HK Dynamo Moskva)
- Útočníci: Dmitrij Afanasenkov (HK Dynamo Moskva), Serge Aubin (Kanada), Andres Ambühl (HC Davos)